# KTM-23
KTM-23（ロシア語: КТМ-23）は、ロシア連邦の輸送用機器メーカーのウスチ＝カタフスキー車両製造工場が展開する路面電車車両。車体の一部の床上高さを下げた部分超低床電車で、71-623という形式番号も有する。

## 概要
ウスチ＝カタフスキー車両製造工場が2006年に製造した、同社初の部分超低床電車（3車体連接車）であるKTM-30（71-630）を基に開発された、1両でも運行可能な片運転台のボギー車（単車）。流線形の前面のカバー内部や後方には連結器が設置されており、総括制御による連結運転も可能である。
車体中央部、全体の40 %が床上高さ370 mmの低床構造となっており、幅が広い両開き扉（プラグドア）が設置されている他下部には車椅子利用客向けのスロープが収納され、バリアフリーや乗客の乗降速度の向上が図られている。また、動力台車が存在する箇所はステップを介する必要がある高床構造となっているが、小型の主電動機や小径車輪を用いる事で床上高さを760 mmに抑えている。車内照明には蛍光灯が用いられ、空調装置は暖房および強制換気に対応している。
回転軸を有する動力台車は軸ばねや枕ばねが設置され、状態が悪い軌道上でも振動や騒音が抑えられる。この台車に2基設置されている主電動機には信頼性の高さやメンテナンスの容易さ、小型化に適した誘導電動機が使われており、駆動方式には並行カルダン駆動方式が採用されている。制動装置は電力を回収可能な回生ブレーキが使用されており、消費電力の削減が図られる。電気機器はマイクロプロセッサによる自動制御や診断が行われ、非常時には運転台に設置されたディスプレイに状態が表示される。

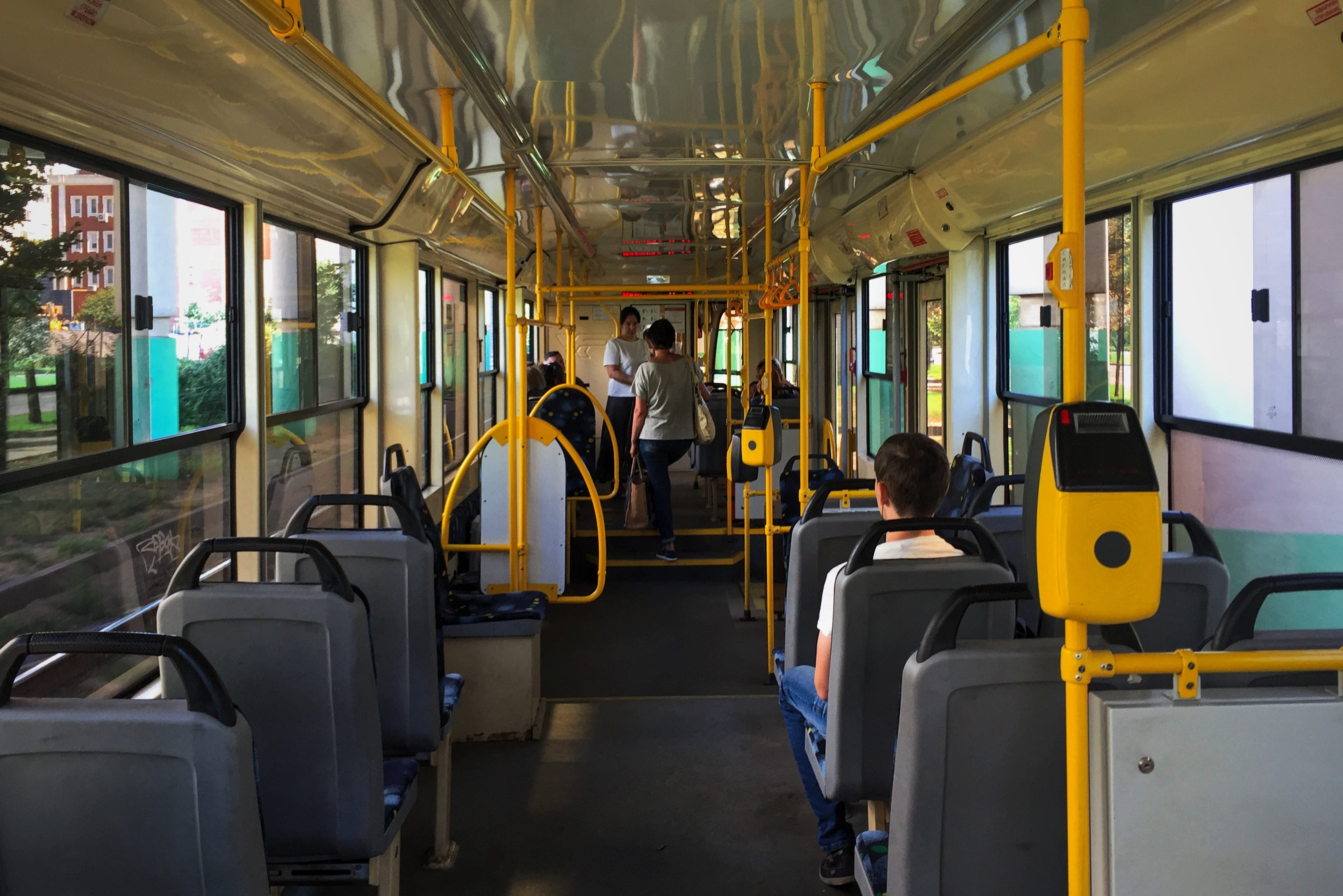
車内（前方）（モスクワ）
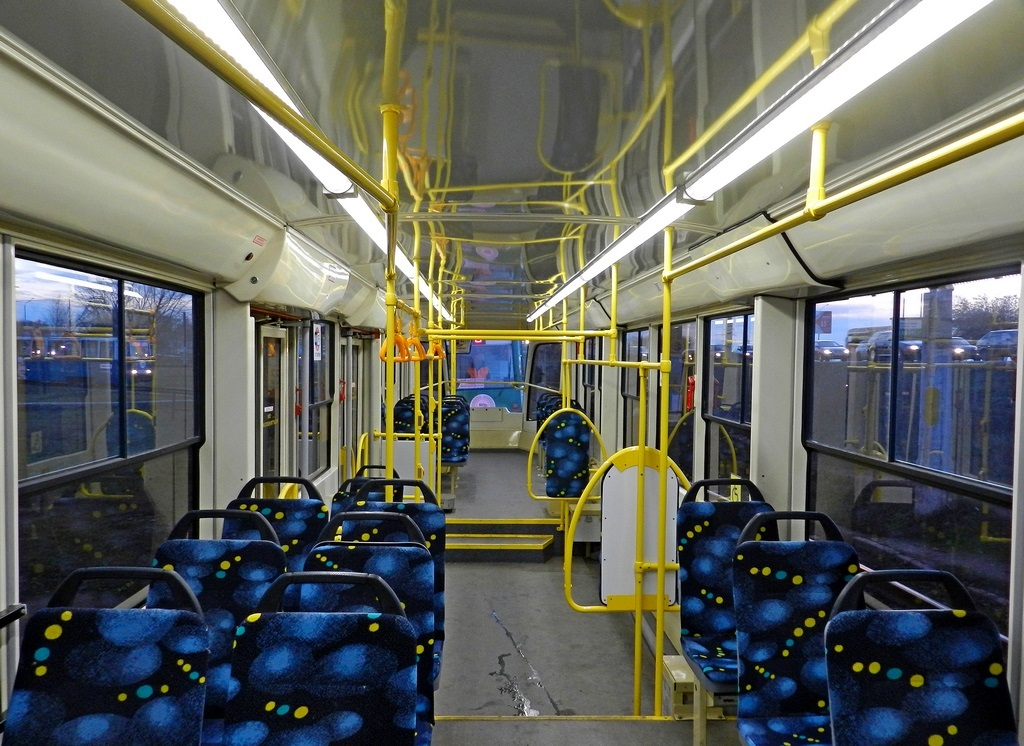
車内（後方）（ナーベレジヌイェ・チェルヌイ）
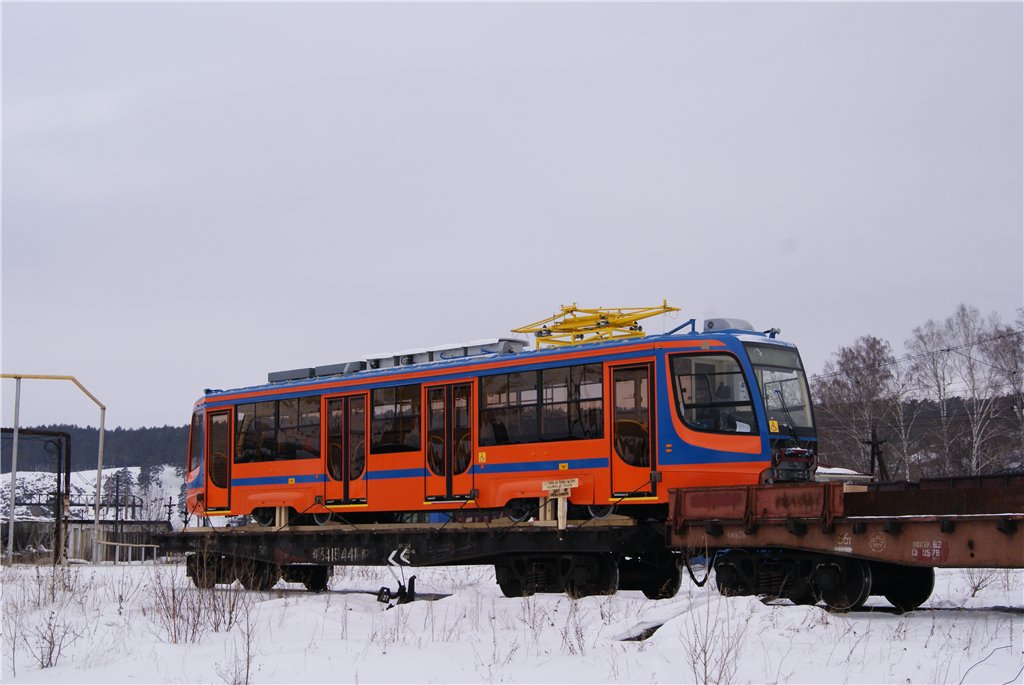
新造後に貨車へ載せられ輸送されるKTM-23

## 車種
2009年に試作車が製造され、翌2010年から量産が開始されて以降、2020年までにKTM-23（71-623）は以下の車種が展開されている。
- 71-623-00 - KTM-23（71-623）のうち、最初に展開が行われた車種の1つ。乗降扉は右側に4箇所設置されている。2009年から2011年まで製造された[8][14]。
- 71-623-01 - 71-623-00と同時に製造された車種。車体前後の高床部分に設置された片開き扉の幅が71-623-00から拡大した一方、運転室は狭くなっている[9]。
- 71-623-02 - 上記の2車種の使用実績や各地の路面電車事業者からの要望に基づいた改良が加えられた車種。2012年以降生産が実施された。71-623-00に基づいた車体設計が採用された一方、台車が改良型の「631.0.01」に変更されている。電気機器はカノープス（Канопус）製のものが用いられたが、都市によっては他の企業が製造した機器が使われており、以下のような形式の細分化が実施された[10][11][15]。
  - 71-623-02.01 - サンクトペテルブルクのチェルゴス（«ЧЕРГОС»）社が製造した電気機器を搭載した車種[11][16][17]。
  - 71-623-02.02 - サンクトペテルブルクのエプロ（«Эпро»）社製の電気機器を搭載した車種[11][18]。
- 71-623-03 - ループ線を持たない、プラットホームが左右に存在するなどの線形条件を抱えた路線に向けて設計された両方向型の車種。1両でも運行可能だが、背中合わせに連結した両運転台の2両編成での運用を前提としており、乗降扉は右側に4箇所、左側に3箇所設置されている。電気機器はチェルゴス社が製造したが、一部車両はエプロ社が製造を担当しており、形式名も「71-623-03.01」となっている[12][19][20]。
- 71-623-04 - 2019年以降展開が行われている片方向型の車種。従来の車両から車体デザインが変更された他、空調装置の強化やUSBソケットの追加など快適性が向上している[13][21]。

## 導入都市
| KTM-23（71-623） 導入都市一覧 | KTM-23（71-623） 導入都市一覧                                   | KTM-23（71-623） 導入都市一覧 | KTM-23（71-623） 導入都市一覧 | KTM-23（71-623） 導入都市一覧 | KTM-23（71-623） 導入都市一覧 | KTM-23（71-623） 導入都市一覧 | KTM-23（71-623） 導入都市一覧 | KTM-23（71-623） 導入都市一覧                                       |
| 国                            | 都市                                                            | 車両数                        | 車両数                        | 車両数                        | 車両数                        | 車両数                        | 車両数                        | 備考・参考                                                          |
| 国                            | 都市                                                            | 合計                          | 00                            | 01                            | 02                            | 03                            | 04                            | 備考・参考                                                          |
| ----------------------------- | --------------------------------------------------------------- | ----------------------------- | ----------------------------- | ----------------------------- | ----------------------------- | ----------------------------- | ----------------------------- | ------------------------------------------------------------------- |
| ロシア連邦                    | モスクワ (モスクワ市電)                                         | 67両                          | ‐                             | ‐                             | 67両                          | ‐                             | ‐                             | 後継の超低床電車の導入により2021年時点で他都市への譲渡が進行中      |
| ロシア連邦                    | クラスノダール (クラスノダール市電)                             | 52両                          | ‐                             | 1両                           | 20両                          | ‐                             | 31両                          | 2020年に29両、2021年に27両の71-623-04を増備予定                     |
| ロシア連邦                    | ペルミ (ペルミ市電)                                             | 46両                          | 40両                          | 6両                           | ‐                             | ‐                             | ‐                             | 71-623-00のうち1両は2013年に火災により廃車                          |
| ロシア連邦                    | マグニトゴルスク (マグニトゴルスク市電)                         | 30両                          | ‐                             | ‐                             | 30両                          | ‐                             | ‐                             | 71-623-02.01を導入                                                  |
| ロシア連邦                    | カザン (カザン市電)                                             | 22両                          | ‐                             | ‐                             | 22両                          | ‐                             | ‐                             |                                                                     |
| ロシア連邦                    | サマーラ (サマーラ市電)                                         | 21両                          | 1両                           | ‐                             | 20両                          | ‐                             | ‐                             |                                                                     |
| ロシア連邦                    | サンクトペテルブルク (サンクトペテルブルク市電)                 | 21両                          | ‐                             | ‐                             | 5両                           | 16両                          | ‐                             | [ 6 ]                                                               |
| ロシア連邦                    | ヴォルゴグラード (ヴォルゴグラード市電)                         | 20両                          | ‐                             | ‐                             | ‐                             | 20両                          | ‐                             | ヴォルゴグラード・メトロトラムで使用                                |
| ロシア連邦                    | ナーベレジヌイェ・チェルヌイ (ナーベレジヌイェ・チェルヌイ市電) | 20両                          | ‐                             | ‐                             | 20両                          | ‐                             | ‐                             | [ 31 ]                                                              |
| ロシア連邦                    | スモレンスク (スモレンスク市電)                                 | 19両                          | 7両                           | 12両                          | ‐                             | ‐                             | ‐                             |                                                                     |
| ロシア連邦                    | ハバロフスク (ハバロフスク市電)                                 | 16両                          | 2両                           | 1両                           | 13両                          | ‐                             | ‐                             |                                                                     |
| ロシア連邦                    | ニジネカムスク (ニジネカムスク市電)                             | 8両                           | ‐                             | 2両                           | 6両                           | ‐                             | ‐                             |                                                                     |
| ロシア連邦                    | コロムナ (コロムナ市電)                                         | 7両                           | ‐                             | 1両                           | 6両                           | ‐                             | ‐                             |                                                                     |
| ロシア連邦                    | ノヴォクズネツク (ノヴォクズネツク市電)                         | 7両                           | ‐                             | ‐                             | ‐                             | ‐                             | 7両                           | 2020年以降運行開始予定                                              |
| ロシア連邦                    | タガンログ (タガンログ市電)                                     | 5両                           | ‐                             | ‐                             | 5両                           | ‐                             | ‐                             | 2022年時点でクラスノダール市電へ全車譲渡予定                        |
| ロシア連邦                    | ウファ (ウファ市電)                                             | 5両                           | 1両                           | ‐                             | 4両                           | ‐                             | ‐                             | 71-623-00は試作車                                                   |
| ロシア連邦                    | スタールイ・オスコル (スタールイ・オスコル市電)                 | 2両                           | ‐                             | ‐                             | 2両                           | ‐                             | ‐                             |                                                                     |
| ロシア連邦                    | ニジニ・ノヴゴロド (ニジニ・ノヴゴロド市電)                     | 1両                           | 1両                           | ‐                             | ‐                             | ‐                             | ‐                             | 試作車                                                              |
| ロシア連邦                    | ノヴォシビルスク (ノヴォシビルスク市電)                         | 1両                           | 1両                           | ‐                             | ‐                             | ‐                             | ‐                             |                                                                     |
| ロシア連邦                    | チェリャビンスク (チェリャビンスク市電)                         | 1両                           | ‐                             | 1両                           | ‐                             | ‐                             | ‐                             |                                                                     |
| ウクライナ                    | イェナーキイェヴェ (イェナーキイェヴェ市電)                     | 3両                           | ‐                             | ‐                             | 3両                           | ‐                             | ‐                             |                                                                     |
| ウクライナ                    | リヴィウ (リヴィウバス工場)                                     | 1両                           | 1両                           | ‐                             | ‐                             | ‐                             | ‐                             | 2011年に製造後、リヴィウバス工場に搬入 営業運転には使用されなかった |
| カザフスタン                  | パヴロダル (パヴロダル市電)                                     | 7両                           | ‐                             | ‐                             | 7両                           | ‐                             | ‐                             |                                                                     |
| ラトビア                      | ダウガフピルス (ダウガフピルス市電)                             | 8両                           | ‐                             | ‐                             | 8両                           | ‐                             | ‐                             |                                                                     |
| 合計(2019年現在)              | 合計(2019年現在)                                                | 375両                         | 54両                          | 23両                          | 224両                         | 36両                          | 38両                          | 廃車車両を含んだ数値                                                |

## ギャラリー

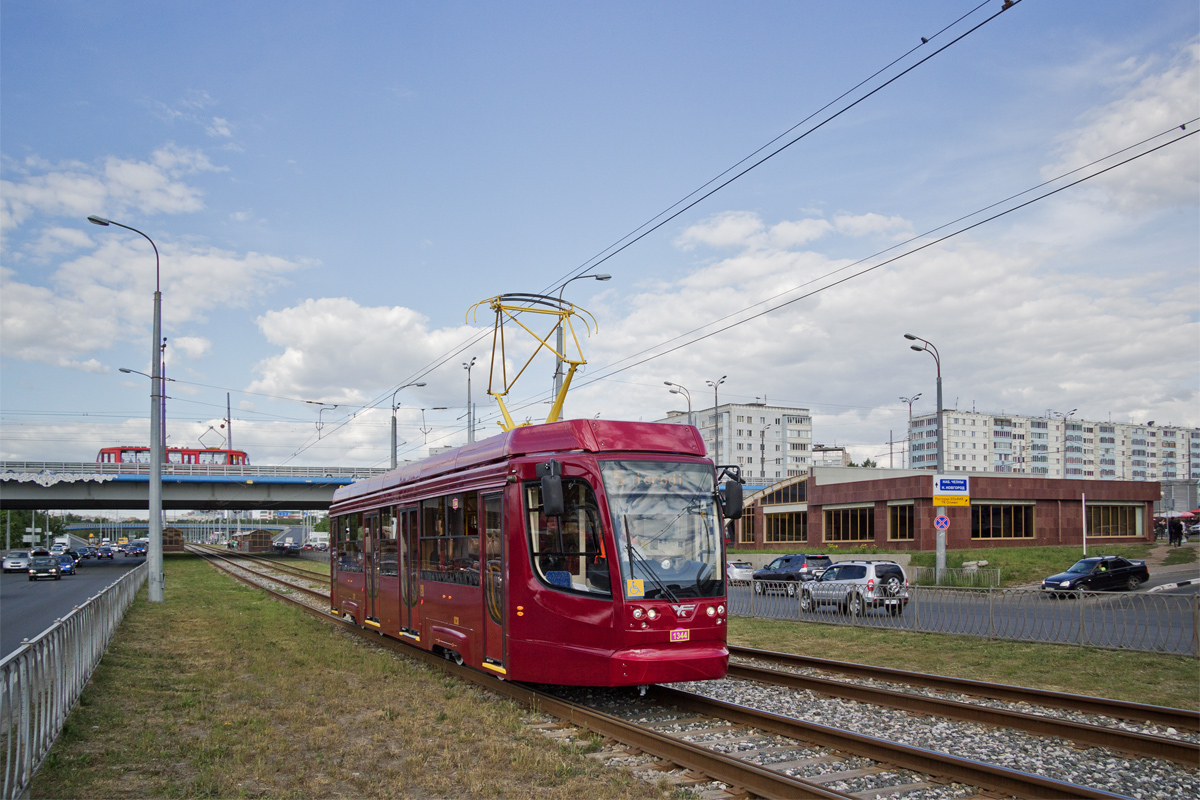
ロシア連邦：カザン （カザン市電）
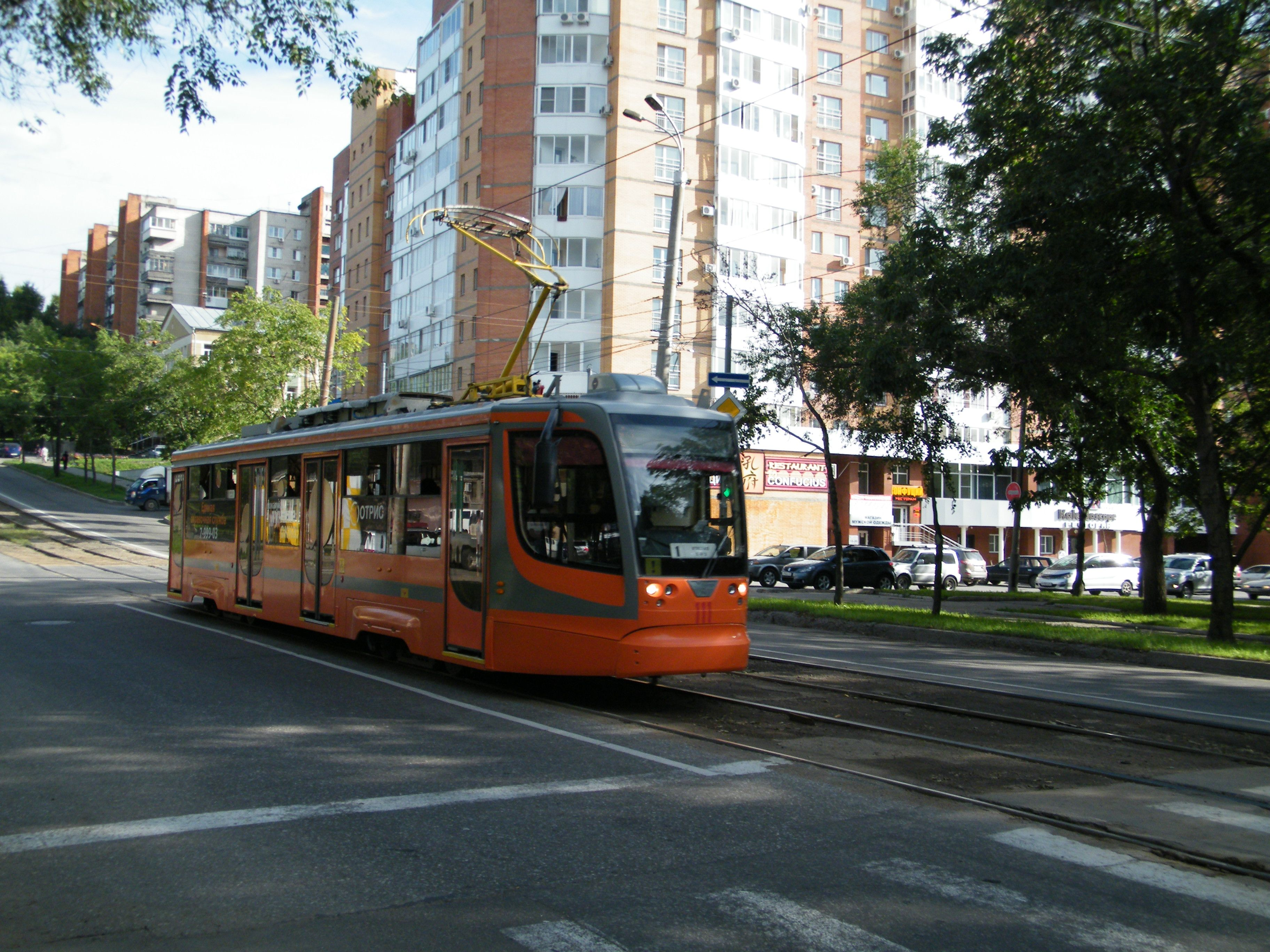
ロシア連邦：ハバロフスク （ハバロフスク市電）
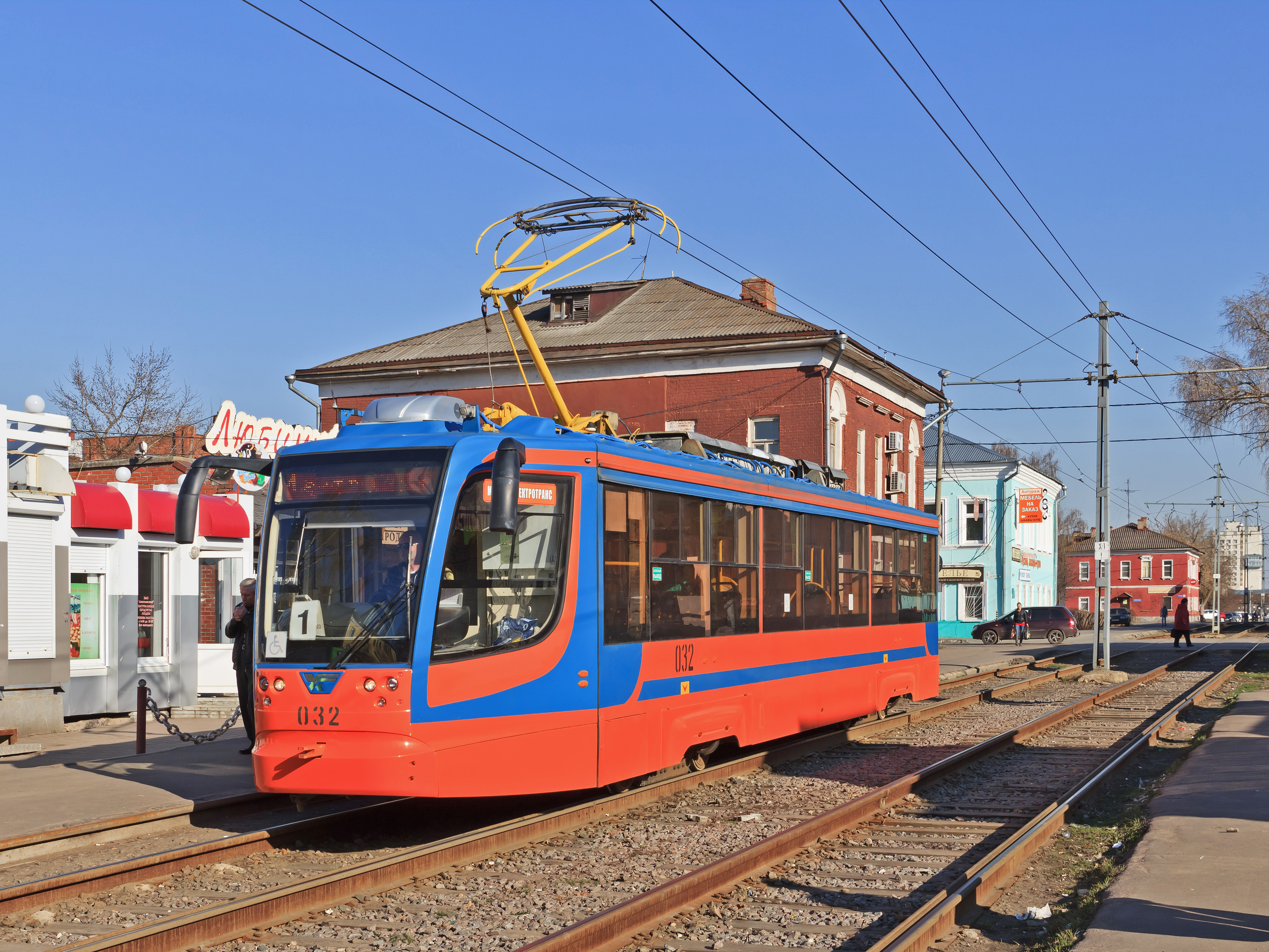
ロシア連邦：コロムナ （コロムナ市電）
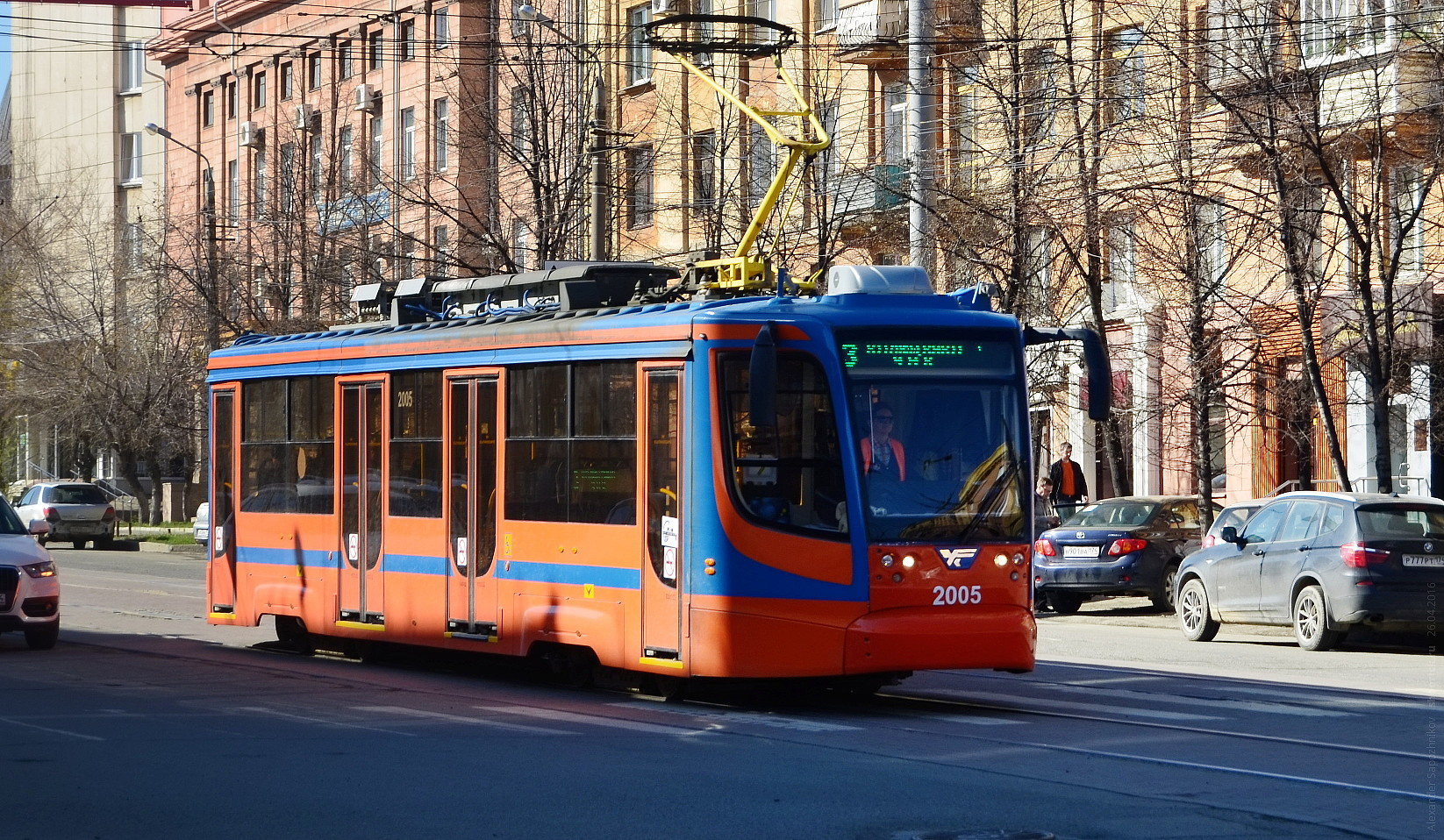
ロシア連邦：チェリャビンスク （チェリャビンスク市電）
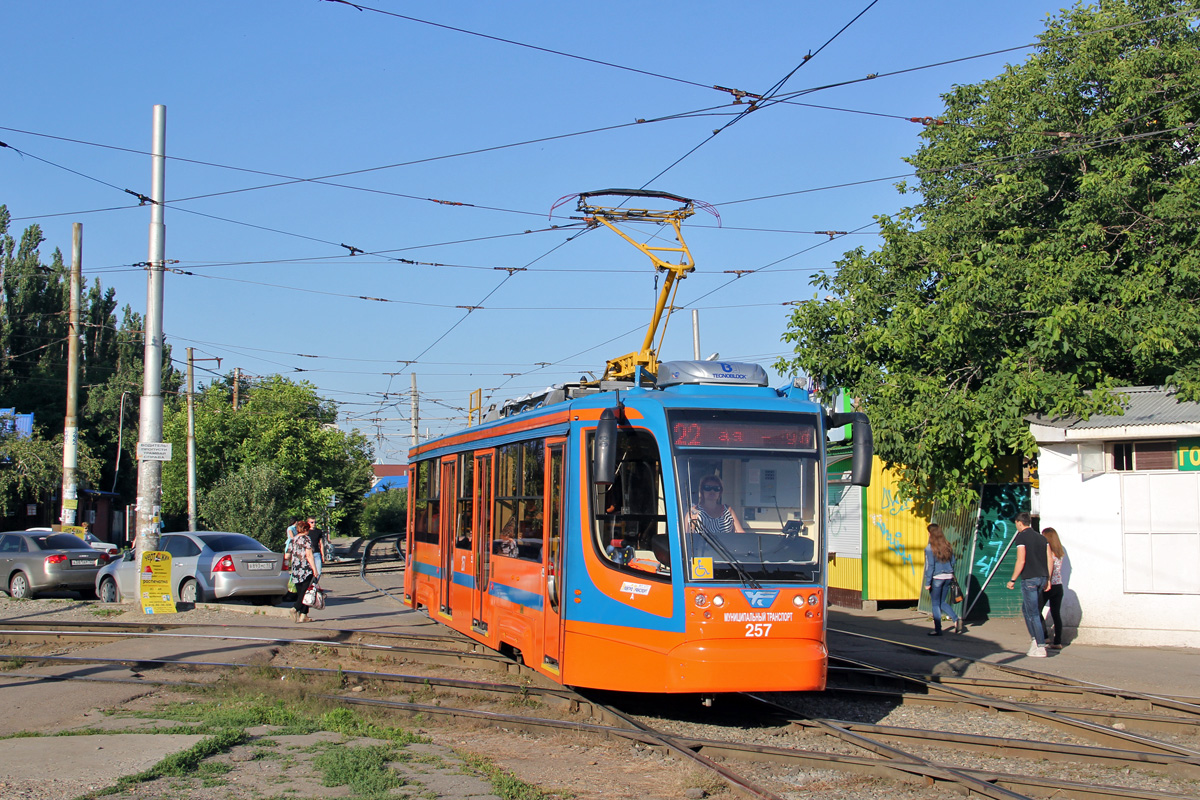
ロシア連邦：クラスノダール （クラスノダール市電）
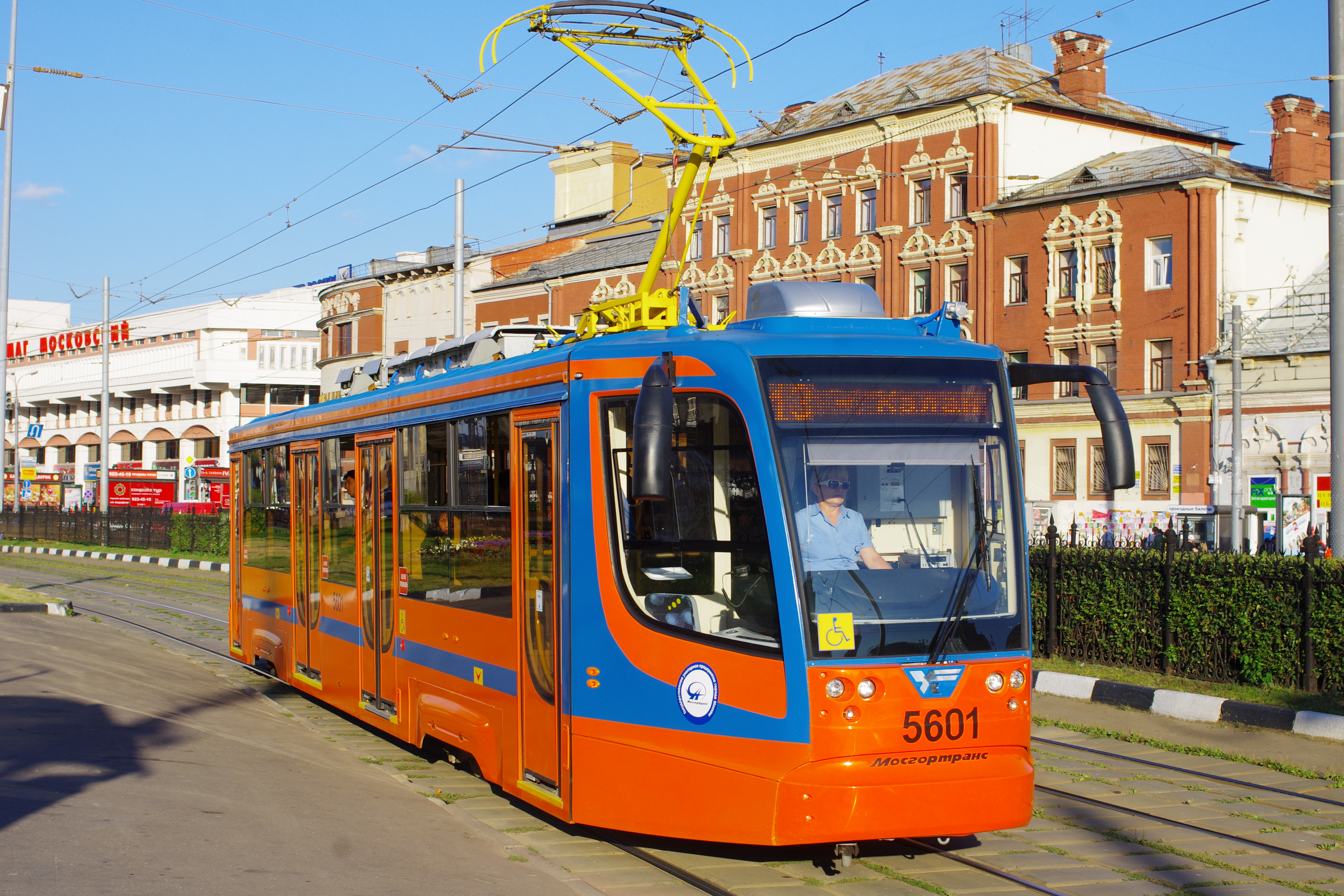
ロシア連邦：モスクワ （モスクワ市電）
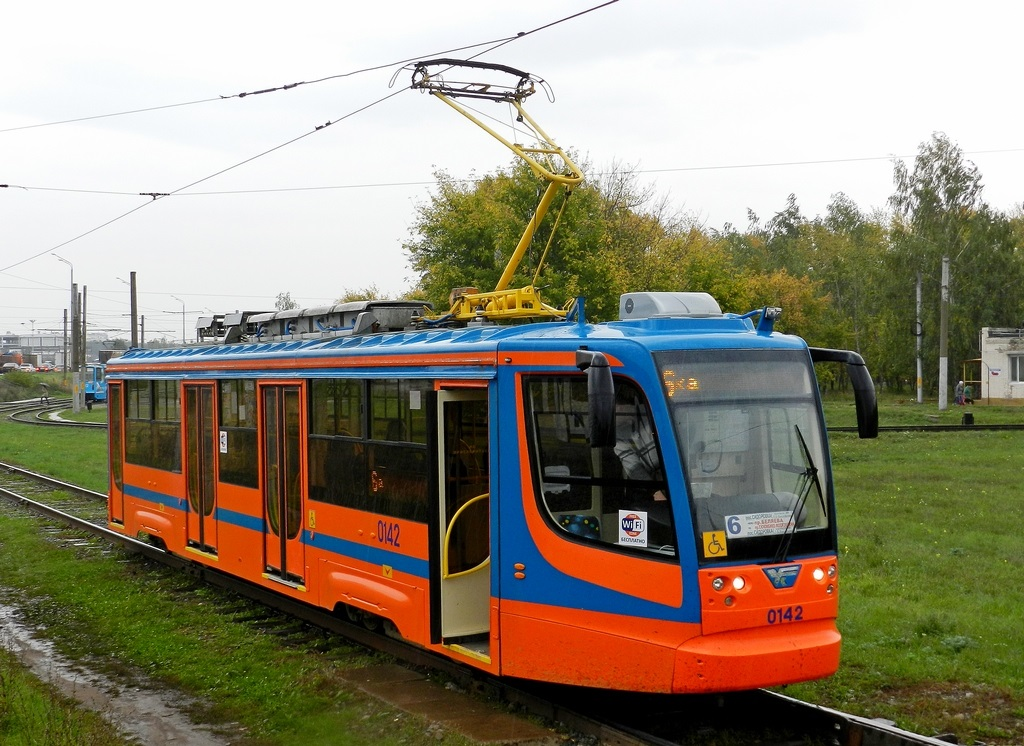
ロシア連邦：ナーベレジヌイェ・チェルヌイ （ナーベレジヌイェ・チェルヌイ市電）
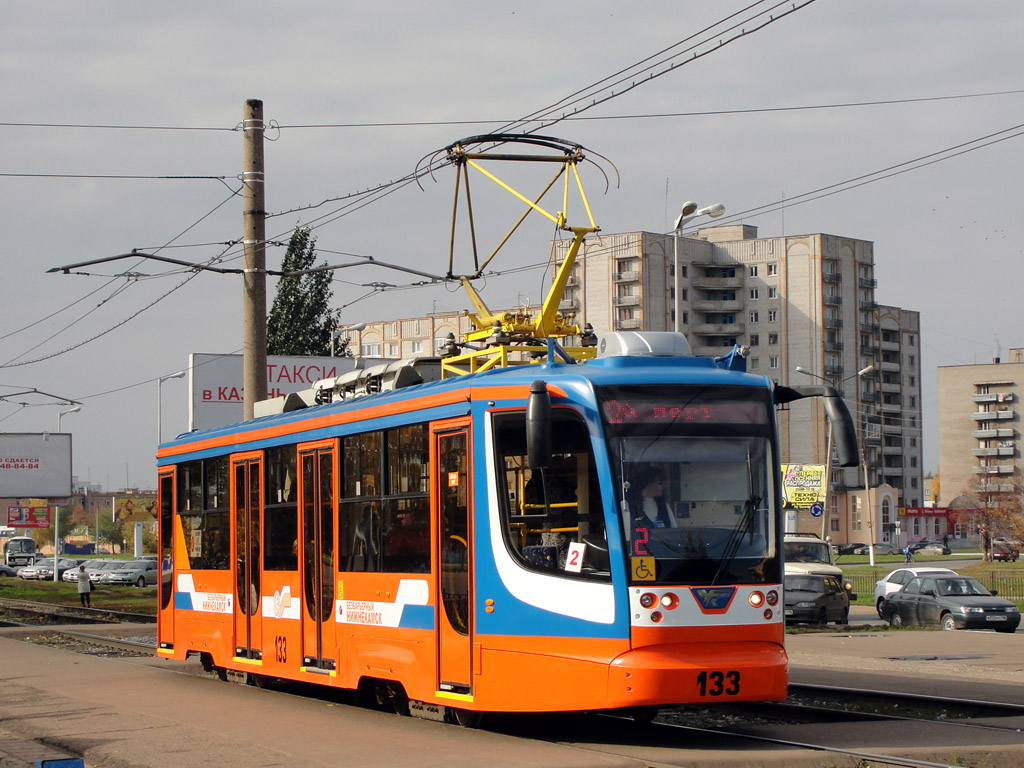
ロシア連邦：ニジネカムスク （ニジネカムスク市電）
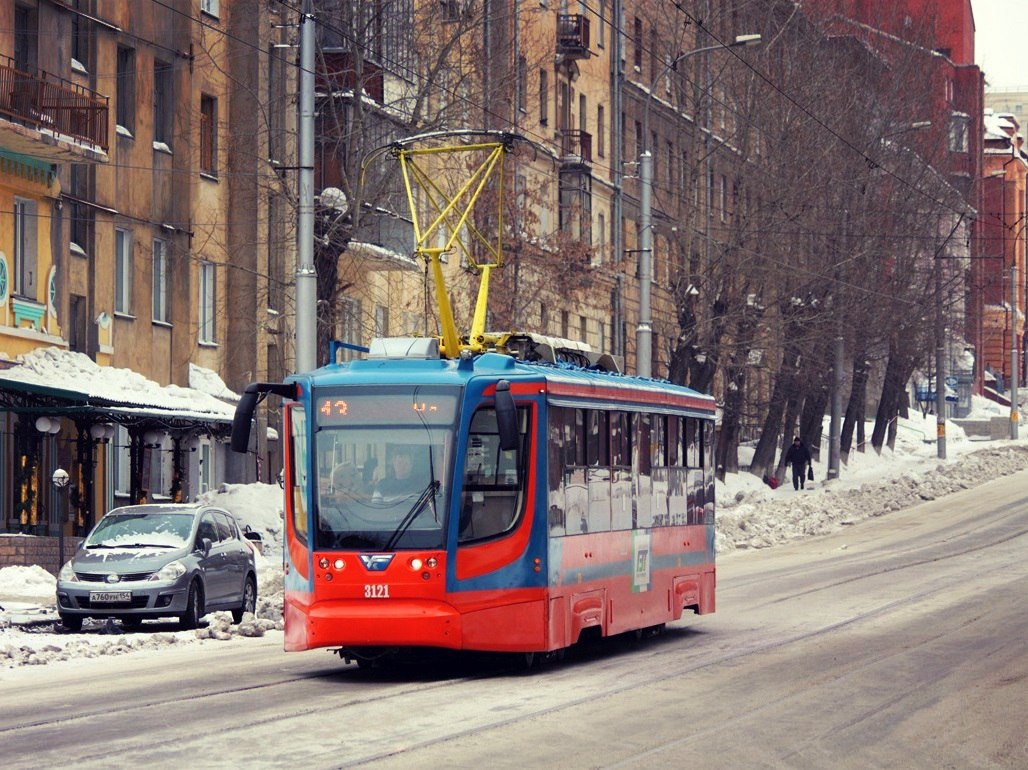
ロシア連邦：ノヴォシビルスク （ノヴォシビルスク市電）
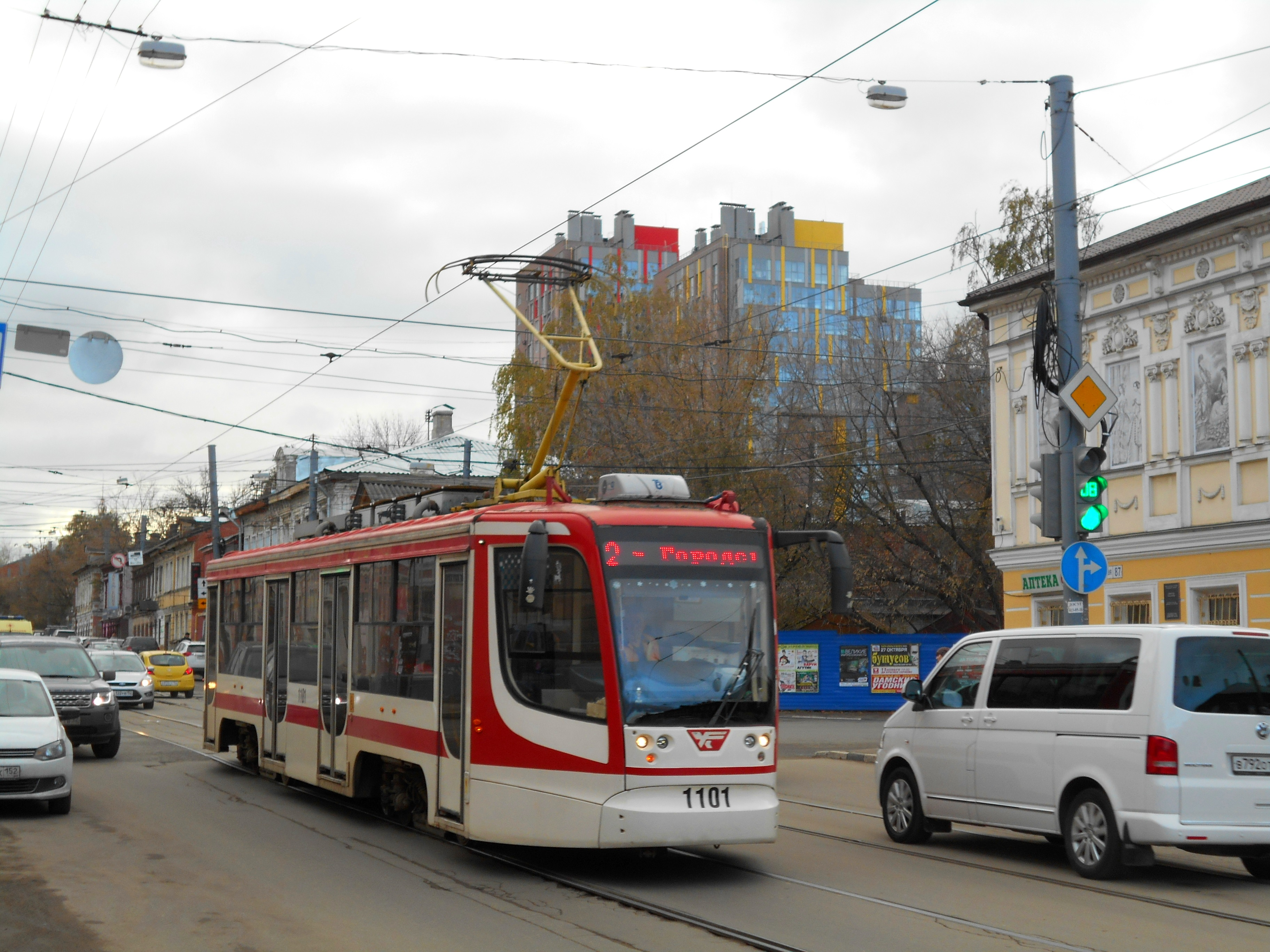
ロシア連邦：ニジニ・ノヴゴロド （ニジニ・ノヴゴロド市電） （試作車）
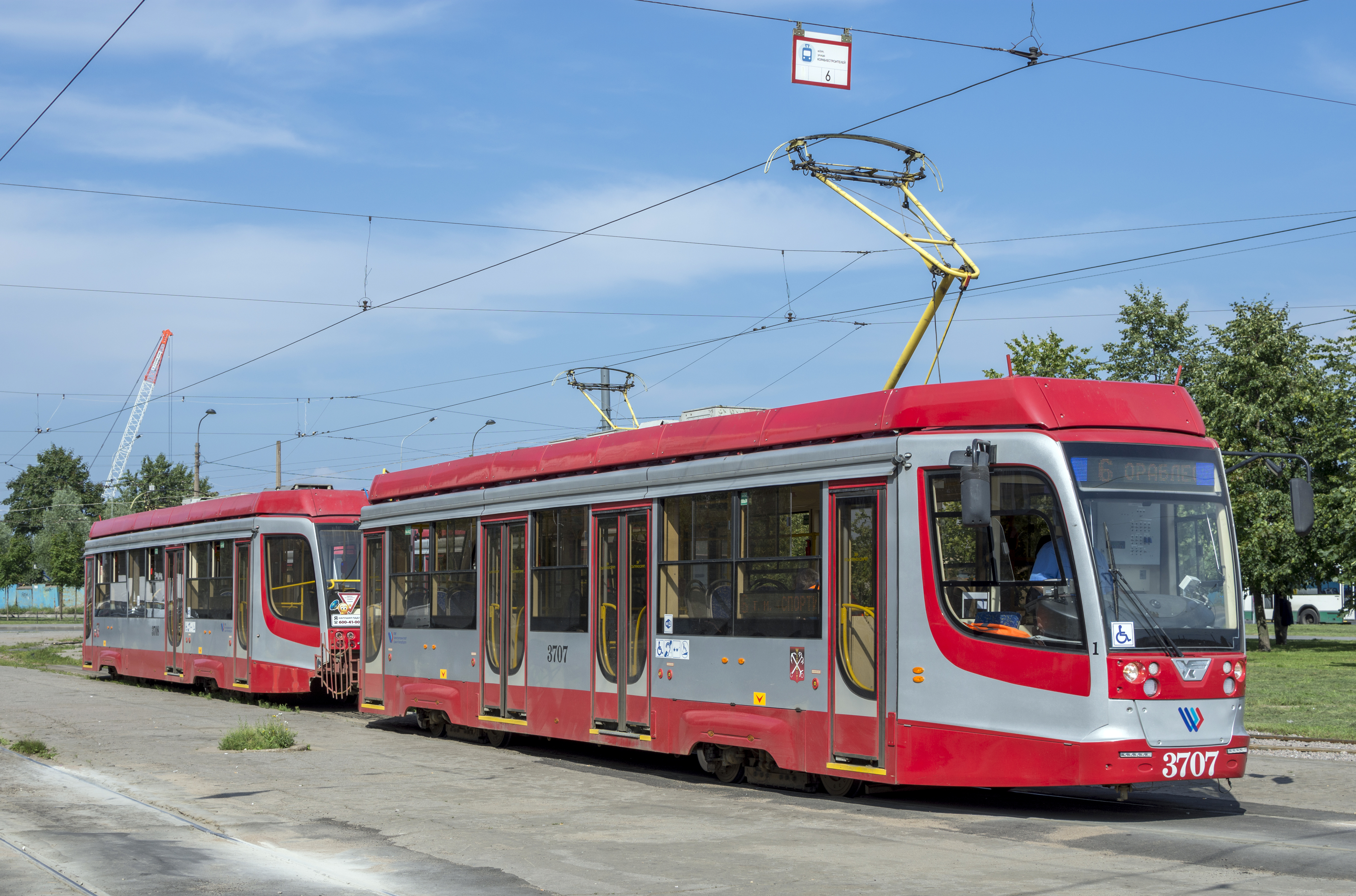
ロシア連邦：サンクトペテルブルク （サンクトペテルブルク市電） （71-623-03）
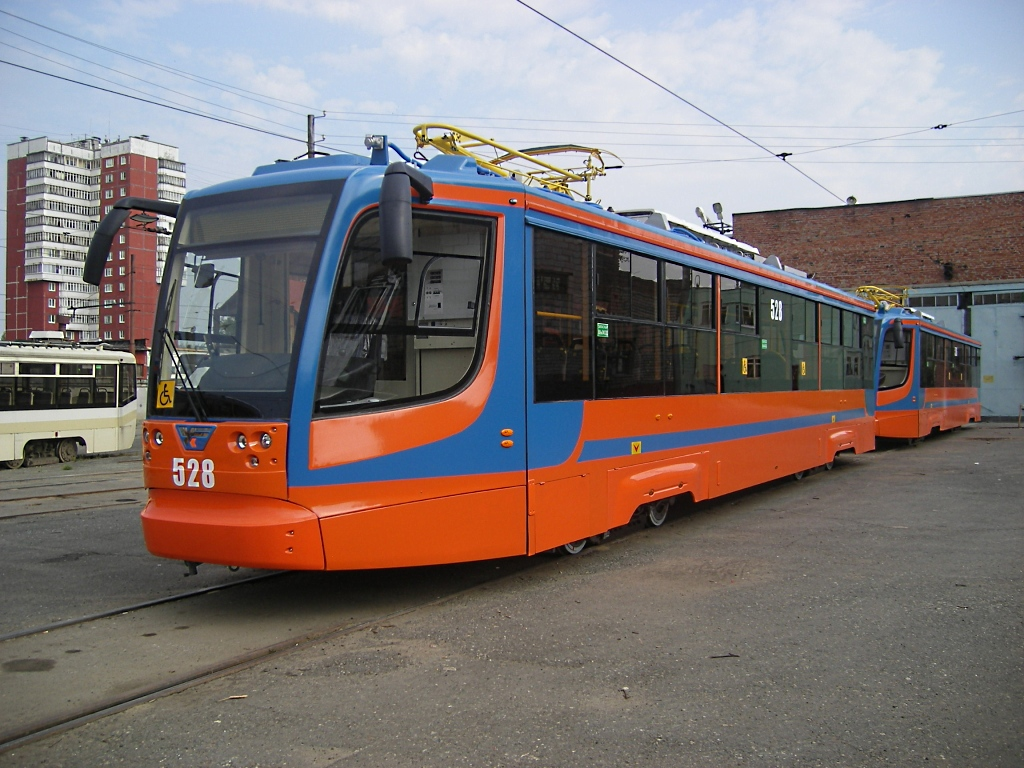
ロシア連邦：ペルミ （ペルミ市電）
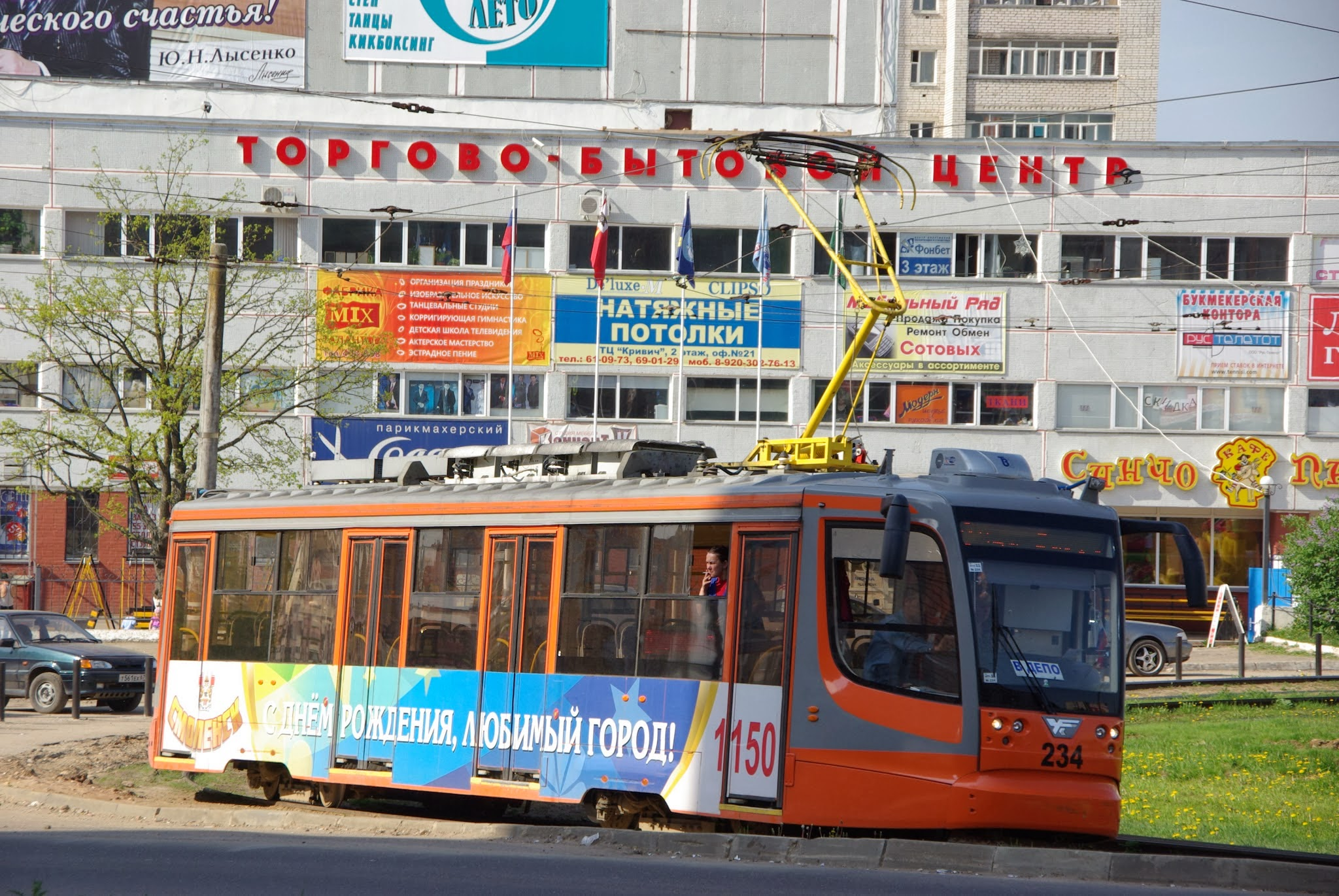
ロシア連邦：スモレンスク （スモレンスク市電）
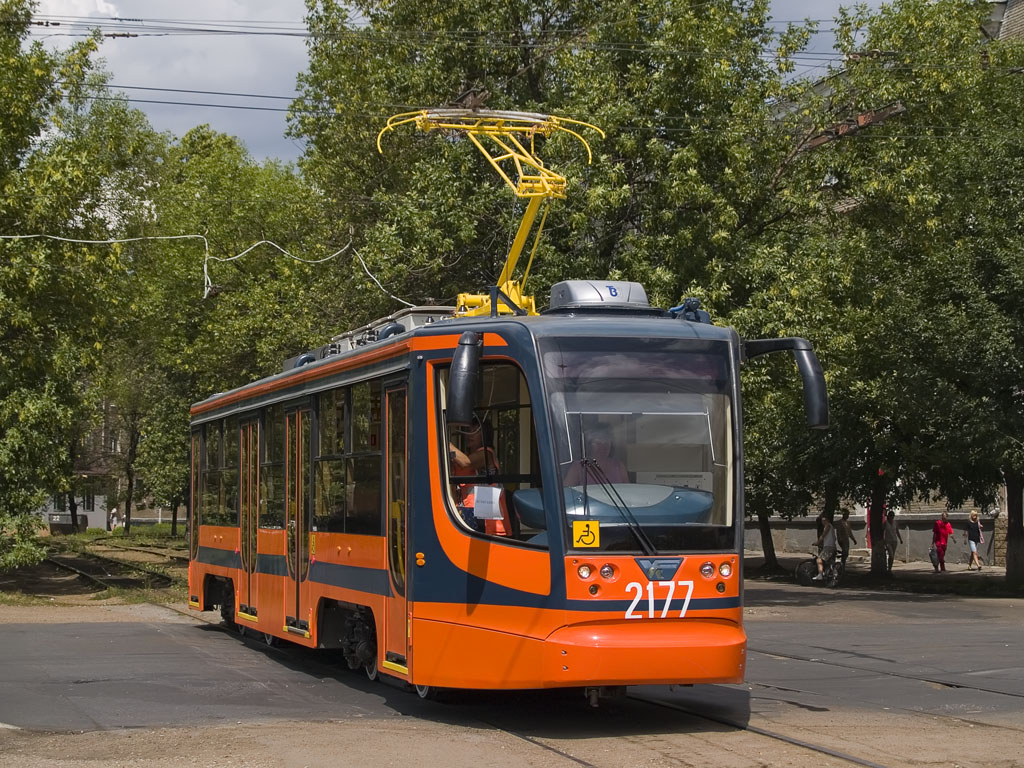
ロシア連邦：ウファ （ウファ市電） （試作車）
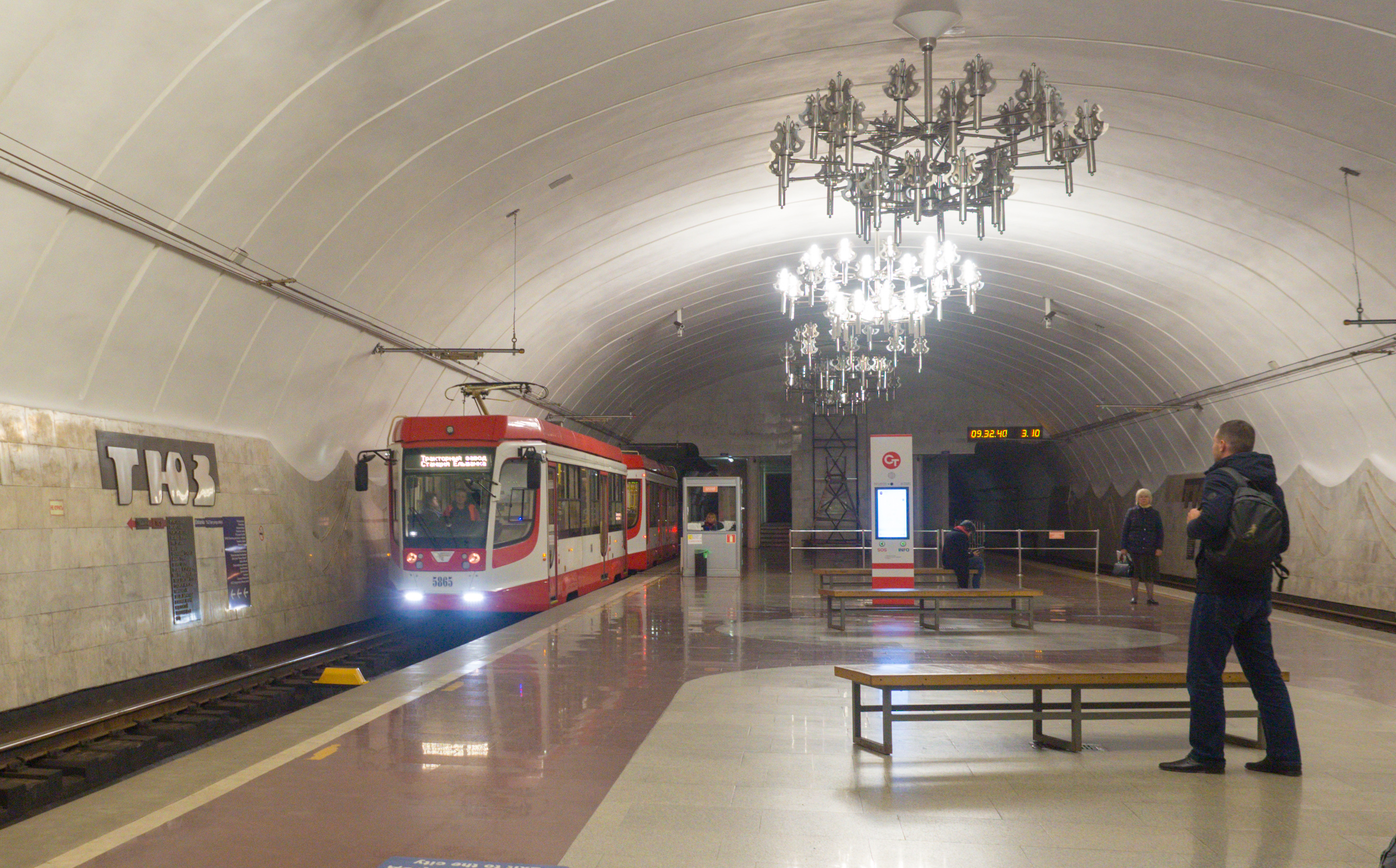
ロシア連邦：ヴォルゴグラード （ヴォルゴグラード・メトロトラム） （71-623-03）
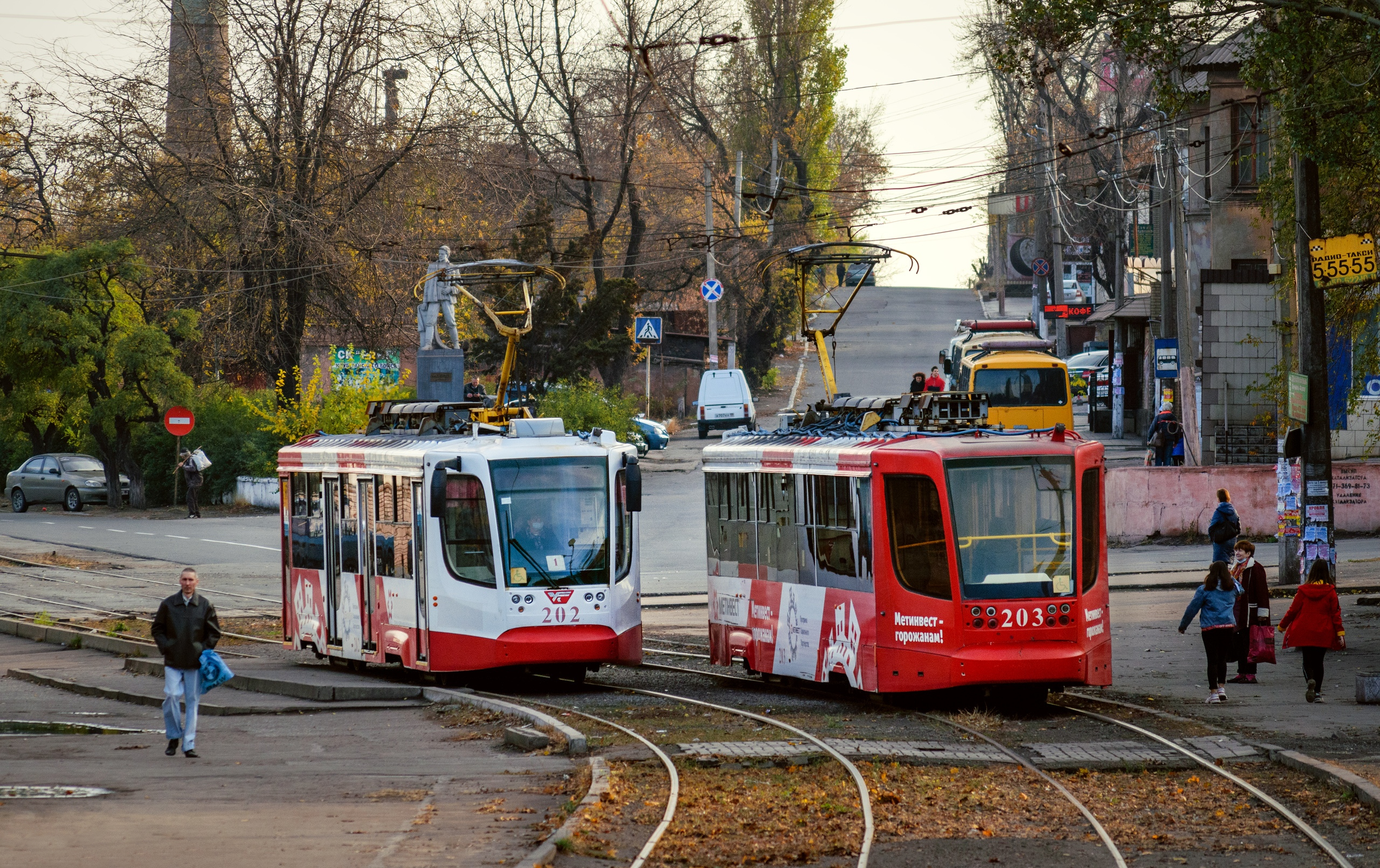
ウクライナ：イェナーキイェヴェ （イェナーキイェヴェ市電）
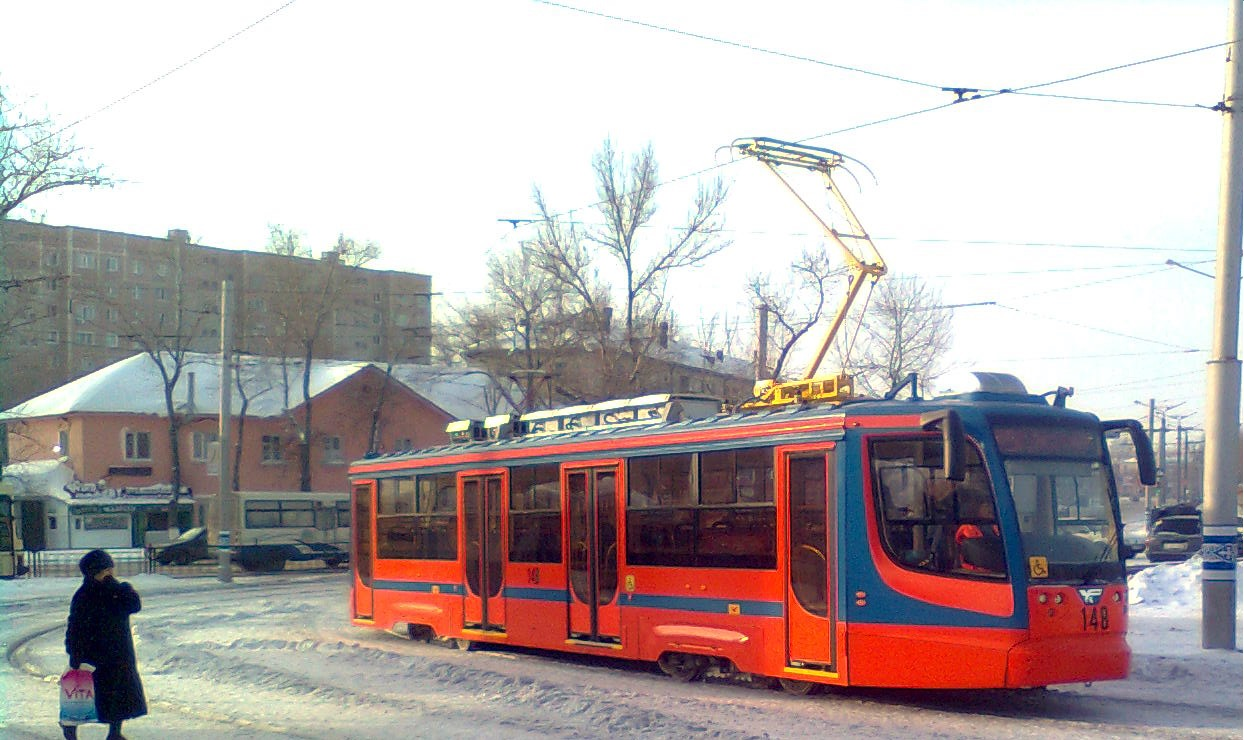
カザフスタン：パヴロダル （パヴロダル市電）
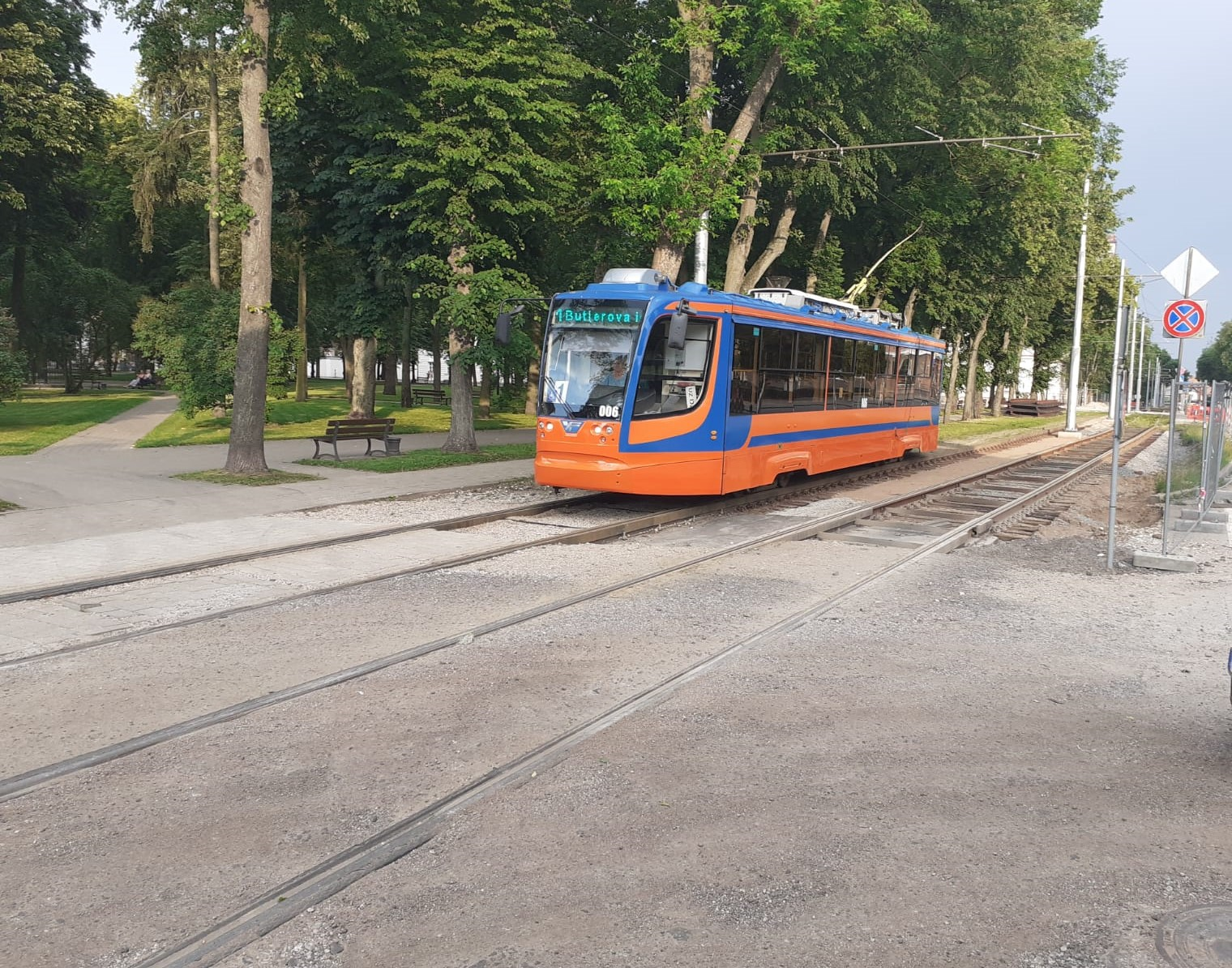
ラトビア：ダウガフピルス （ダウガフピルス市電）

## 参考資料
- 服部重敬「定点撮影で振り返る路面電車からLRTへの道程 トラムいま・むかし 第10回 ロシア」『路面電車EX 2019 vol.14』、イカロス出版、2019年11月19日、96-105頁、ISBN 978-4802207621。